# Ван де Вейер, Сильвен
Жан-Сильвен Ван де Вейер (фр. Jean-Sylvain Van de Weyer, 19 января 1802 — 23 мая 1874) — бельгийский политический деятель, восьмой премьер-министр страны, посол Бельгии в Великобритании.
Ван де Вейер родился в Лёвене, его семья переехала в Амстердам в 1811 году. После завершения учёбы в университете он стал адвокатом в Брюсселе в 1823 году.

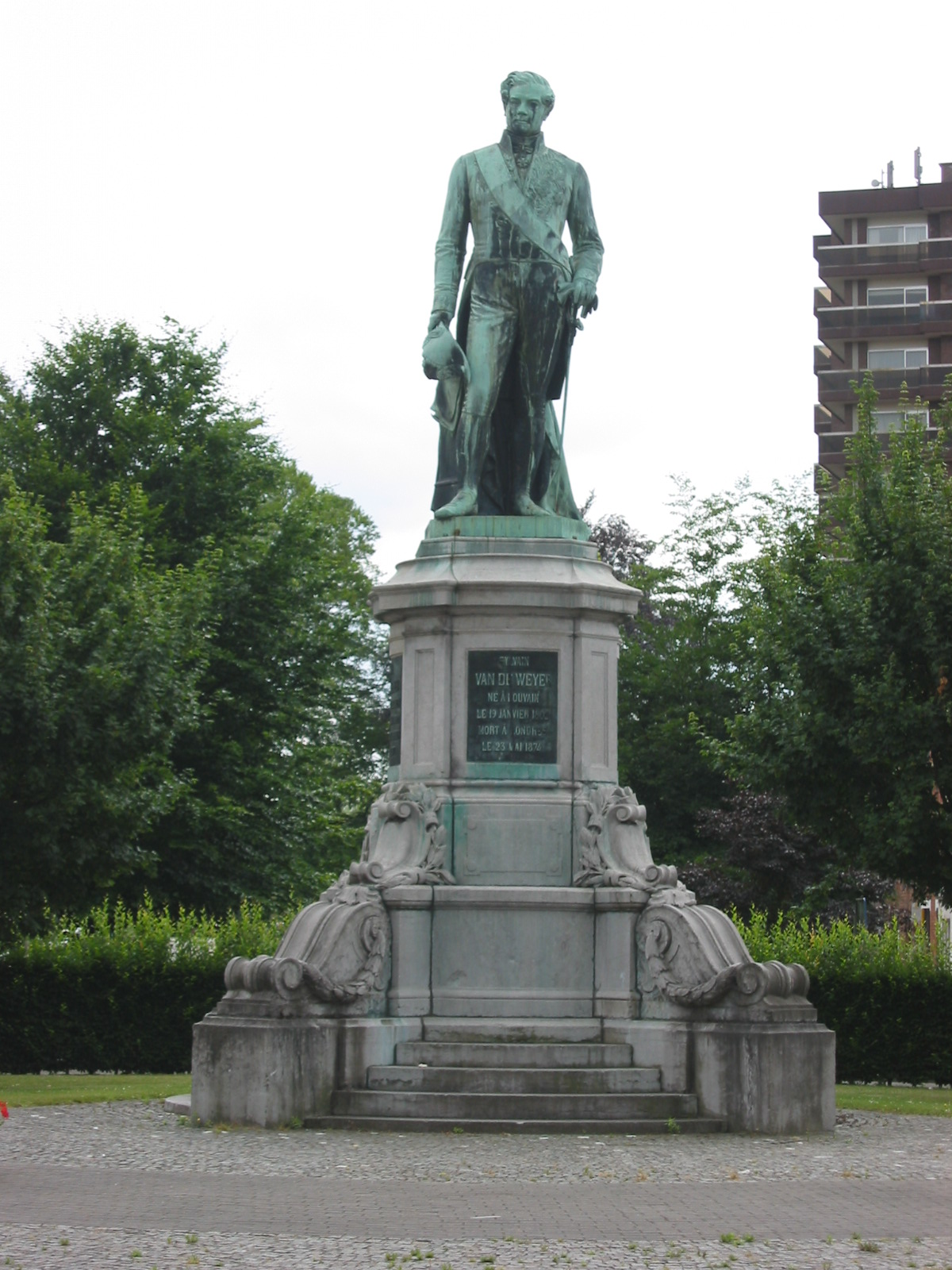
Памятник Сильвен ван де Вейеру в родном городе, возведённый на средства общины.

Во время Бельгийской революции 1830 года ван де Вейер находился в Лёвене, но уехал в Брюссель, где стал членом центрального комитета временного правительства страны. Позже король Леопольд I назначил ван де Вейера своим «специальным представителем» в Лондоне.
В 1837 году де Веер вел переговоры с лордом Пальмерстоном по поводу возможной уступки испанской королевой-регентшей Марией Кристиной  Кубы под управление Леопольда I в форме личной унии. План остался нереализованным, во многом потому, что состояние экономики и финансов Бельгии не позволяло осуществить крупное приобретение и оплатить часть заявленной цены в 30 миллионов реалов. 
Впоследствии ван де Веер стал восьмым премьер-министром Бельгии.
С 1848 года до самой своей смерти в 1874 году он занимал должность вице-президента Лондонской библиотеки.